# 멜기세덱

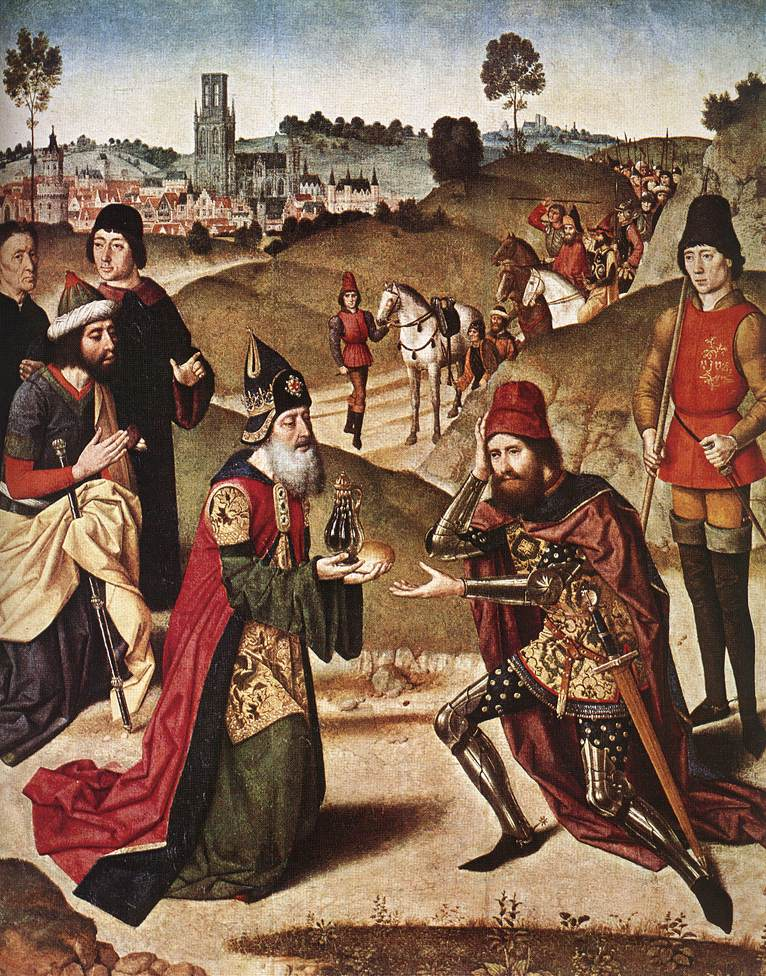
아브라함과 멜키체덱의 만남, 디르크 보츠(nl) 작

멜키체덱(히브리어: מלכי-צדק) 또는 멜기세덱은 구약성서에 등장하는 인물로 살렘(예루살렘의 옛 이름으로 추정)의 왕이자 여호와의 제사장이나, 매우 단편적으로밖에 등장하지 않는다. 고대 히브리어 말키와 체데크라는 단어의 조합으로, 이 멜키체덱이라는 이름에는 '정의의 왕'이라는 뜻도 있다. 또 성체의 기도에서도 멜키체덱이 언급되는 경우가 있다. 세덱이 역사적으로 처음으로 등장하거나 왕의 이름으로 쓰인 것은 기원전 8세기부터 확인된다. 기원전 8-7세기의 신아시리아 제국의 왕 센냐케립의 치세 동안 활동한 아스글론의 왕의 이름은 시드카/세덱(Ṣidqa)이었으며, 기원전 5세기의 기록인 카르케미시/갈그미스 페니키아어 비문(Carchemish Phoenician inscription) 속 키프로스 섬의 라파투스(Lapathus/Lapethus) 지역의 페니키아인 왕의 이름은 세덱멜렉(ṣdqmlk; "세덱은 왕이다"; 멜기세덱은 "나의 왕은 세덱이다"라는 뜻)이었다.
시편 110편에는 "너는 멜기세덱의 서열을 따라 영원한 제사장이라"는 표현이 히브리어 원어로는 "너는 내 명령에 따라 영원한 제사장이라, 멜기세덱이여"
이지만 히브리서 7장에서는 "너는 멜기세덱의 서열을 따라 영원한 제사장이라"를 뜻하는 헬라어로 기록되어 있다.
구약성서에 그의 출신이나 가계도는 언급되지 않는다. 히브리서 7장에는 그가 아브라함을 만난 일화와 함께 아비도 어미도, 족보도, 시작한 날도, 생명의 끝도 없는 자로 소개되어 있다.
구약 외경인 에녹서나 구전되는 민담에 의하면 라멕의 아들 니르의 아들이라 한다. 니르의 아들로 보면 노아의 조카에 해당된다. 랍비들은 그를 노아의 아들 셈의 후손으로 본다. 유대교, 초대교회의 일부 전승에는 노아의 아들 셈이 죽었다가 멜키세덱으로 환생했다는 설도 있다.
멜기세덱의 독특한 특징은 약 4천 년 전 떡과 포도주 - 성찬식의 형태 - 라는 이례적인 제사 형태로 아브라함의 축복을 빌어준 제사장이라는 점이다. 이는 당시 세계 어느 지역에서도 찾아 볼 수 없는 제사 형식으로, 멜기세덱의 짧은 역사는 성경의 역사가 이방 나라의 풍습과 종교에 영향을 받은 것이 아닌 하나님의 은혜와 신비에 의해 발전해왔음을 보여주는 중요한 대목이다.

## 구약성서에서의 멜키체덱
먼저 아브라함의 일대기인 창세기 14장 17절에서 20절에 걸쳐 간략하게 소개되어 있다. 아브라함은 전쟁에서 승리하고 돌아오는 길에 멜키체덱을 만나고, 멜키체덱은 아브라함을 떡과 포도주로 축복한다.
이후 멜키체덱의 이름은 시편 110장 4절에서 '멜키체덱에 버금가는 제사장'이라는 표현을 통해 다시 언급된다.  

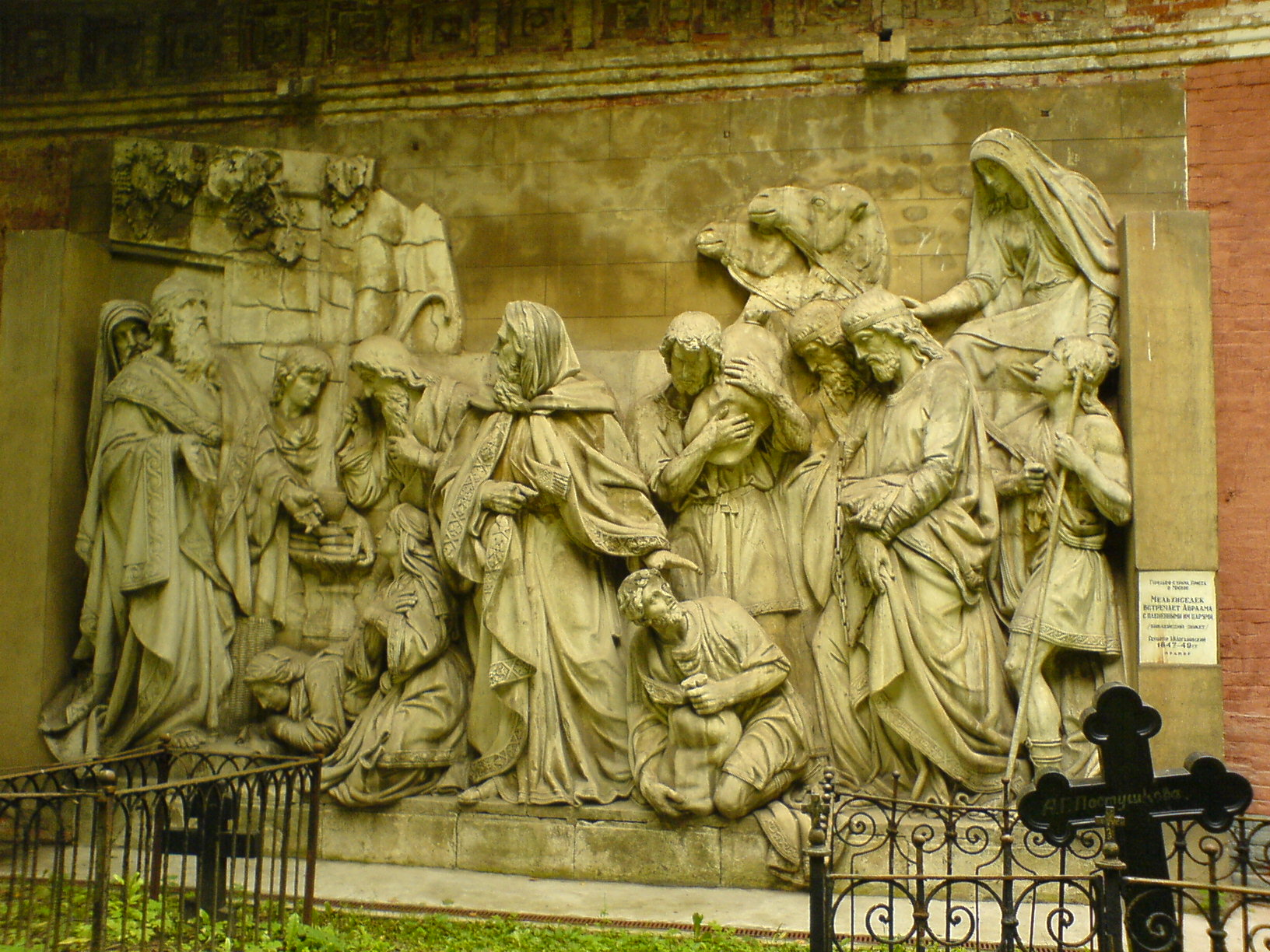
멜키체덱을 만나는 아브라함, 모스크바의 돈스코이 성당(ru) 소재

## 신약성서에서의 멜키체덱
히브리서 5장에서 사도 바울은 예수를 가리켜 멜키체덱의 반차를 좇은 대제사장으로 증거한다. 히브리서 7장 1절에서 3절까지에서 창세기와 시편의 내용이 반복되며 멜키체덱을 설명한다. 멜기세덱과 예수의 가장 큰 공통점은 떡과 포도주로, 멜기세댁이 떡과 포도주로 아브라함을 축복했던 것처럼 예수도 최후의 만찬이라 불리는 유월절에 떡과 포도주로 제자들을 축복한다.

## 유대교에서의 멜키체덱
라시를 비롯한 토라 해석의 전문가들에 따르면 멜키체덱은 노아의 아들인 셈이라고 한다. 셈으로 비정됨에 따라 더 단명한 사람이 되어버렸지만, 셈은 610년의 수명을 누리고 아브라함과 만나기 위해 다른 시대에 멜키체덱으로서 전생했다고 한다.
중세 독일의 신학자 마르틴 루터 또한 그가 노아의 아들 셈일 것으로 추정하기도 했다.
다른 랍비들은 멜키세덱은 노아의 아들 셈의 후손으로 보기도 한다.

## 유란시아에서의 멜키체덱
유란시아에 따르면 멜키체덱은 영적인 존재의 등급을 나타내는 이름으로서, 예수보다 1973년 앞서 지금 이스라엘로 불리는 살렘에 마키벤타 멜키체덱(Machiventa Melchizedek)이라는 멜키체덱 계층의 하늘 아들이 인간으로 갑자기 등장하여 94년간 살았다고 기술하고 있다. 마키벤타 멜키체덱은 하늘 존재로서 결혼을 하지 않았으며 살렘을 중심으로 선교사를 양성하여 동-서양을 막론하여 아메리카 대륙을 제외한 당시의 지구 모든 곳에 진리를 전파하였으며, 이들의 가르침은 고대 종교의 유일신 사상에 영향을 끼치거나 핵을 이루었다고 전하고 있다. 마키벤타 멜키체덱은 예수 등장 이전에 인류의 영적 빛이 꺼지지 않도록 긴급 투입된 하늘의 존재로서, 예수 탄생 3천 년 전에 거의 소실되어 가던 유일신의 계시를 보존하고 이를 다시 알리는 역할을 띠고 있었다.

## 예수 그리스도 후기 성도 교회(몰몬교)에서의 멜키체덱
예수 그리스도 후기 성도 교회(몰몬교)에서는 멜키체덱을 구약성서와 몰몬경, 교리와 성약에 기반하여 설명하고 있다.
- 구약성서: 위의 #구약성서에서의 멜키체덱을 참조하라.
- 몰몬경: | “ | 이제 이 멜키체덱은 살렘 땅을 다스리는 왕이었나니 | ” |
|   | — 앨마서 13장 17절                               |   |
- 교리와 성약: | “ | 이 아브라함은 멜키체덱에게서 신권을 받았고 | ” |
|   | — 84편 14절                                |   | | “ | 그들 곧 옛 시대의 교회 회원은 멜키체덱을 좇는 신권 또는 멜키체덱 신권이라 일컬었느니라. | ” |
|   | — 107편 4절                                                                             |   |

또한 이 교회에서는 신권의 명칭으로서 멜키체덱의 이름이 불리고 있다. 지상에서 하나님의 구원 사업을 행할 그리스도에게서 위임받은 권능을 가르치고 있는데, 이를 신권이라 한다. 이 신권은 1929년 5월 15일 부활한 천사의 몸으로 이 교회의 초대 회장이요 선지자인 조셉 스미스 및 몰몬경 필기자 올리버 카우드리에게 기도 중에 나타나 안수하여 성임한 바 있는데, 소신권이라고도 하는 아론 신권이다.
그 후 베드로, 야고보, 요한이 이들에게 나타나 안수 성임한 대신권이라고도 하는 멜키체덱 신권이 있다.
교회의 회복과 함께 회복된 신권으로서 아론 신권은 침례와 회개의 성역을 베풀 수 있고, 교회 내의 세속적인 부분을 관할한다. 이에 비해 멜키체덱 신권은 아론 신권의 권능을 포함하며, 주로 영적인 일을 집행할 권능이 있으며, 안수례와 다른 신권 소유자에게 신권 성임하는 권능이 있다. 원래 명칭이 하나님의 반차에 따른 신권이었으나, 거룩한 이름을 반복해서 자주 부르는 것을 피하기 위해 위대한 대사장인 멜키체덱의 이름을 따서 부르게 된 것이라 한다.

## 대중문화와 멜키체덱
- 포도주학(fr)에서는 30리터짜리 유리병을 멜키체덱이라고 부른다.
- 여신전생 시리즈 중 하나인 데빌서머너 소울 해커즈에 Lv 35의 대천사로 등장한다. '정의의 왕'이라는 뜻에 영향을 받아 특촬물의 주인공 같은 모습으로 디자인되어 있다.

## 한국에서의 멜키체덱
멜키세덱으로 재림한 예수임을 주장하는 개신교계 신흥종교 멜키세덱교라는 집단이 이천시에 있다. 한국의 개신교회에서 이단을 연구하는 기독교이단문제연구소와 기독교이단사이비연구대책협의회는 이들을 이단으로 규정하였다.

## 관련 참조
1. ↑  Kugel, James L. Traditions of the Bible, pp. 278–9
2. ↑  “개역한글판/창세기 14:17~20”.
3. ↑  “개역한글판/히브리서 5:8~10”.
4. ↑  유란시아(The Urantia Book:ISBN 978-89-960444-1-3유란시아연구회발행) 유란시아 책의 마키벤타 멜키체덱 보관됨 2015-09-26 - 웨이백 머신,멜키체덱 기원과 활동
5. ↑   보관됨 2015-09-26 - 웨이백 머신

## 같이 보기
- 사독